# 企查查
企查查是中国一家企业工商信息查询平台，運營主體為企查查科技有限公司。其創始人為陳德強。企查查與天眼查以及启信宝為直接競爭對手。
2014年3月，中國宣布计划公开政府掌握的企业工商信息，同時，企查查成立。2018年8月，由企查查孵化的知识产权查询项目权查查上线。

## 争议
2019年，因长期有意冒用天眼查的品牌广告语，企查查遭到天眼查的起诉。2020年4月8日，企查查在與天眼查的廣告語糾紛中敗訴。北京市海淀区人民法院对该案作出了裁定，对企查查作出禁令，要求其在任何场合不能再使用天眼查的“三查”广告（“查公司，查老板，查关系”）语以及容易引起混淆、误认的类似用语。

## 外部連結
- 官方网站